# Війна Аугсбурзької ліги
Війна Аугсбурзької ліги, відома також як війна Великого альянсу, війна за Пфальцьку спадщину, війна за Англійську спадщину, Орлеанська війна і Дев'ятирічна війна — війна між Францією та Аугсбурзькою лігою у 1688—1697 роках.
Війна проходила не тільки у Європі, але й у Північній Америці, де локальний конфлікт було названо англійськими колоністами Війною двох королів.

## Передісторія
У 1685 році помер пфальцький курфюрст Карл з роду Віттельсбахів. Його сестра Єлизавета Шарлота була одружена з герцогом Орлеанським — братом французького короля Людовика XIV. На цій підставі Франція почала претендувати на більшу частину Пфальцу. Закріплення Франції у Пфальці означало її різке посилення у Центральній Європі, проти чого виступило багато європейських держав, які склали у 1686 році антифранцузьку Аугсбурзьку лігу.

## Перебіг війни

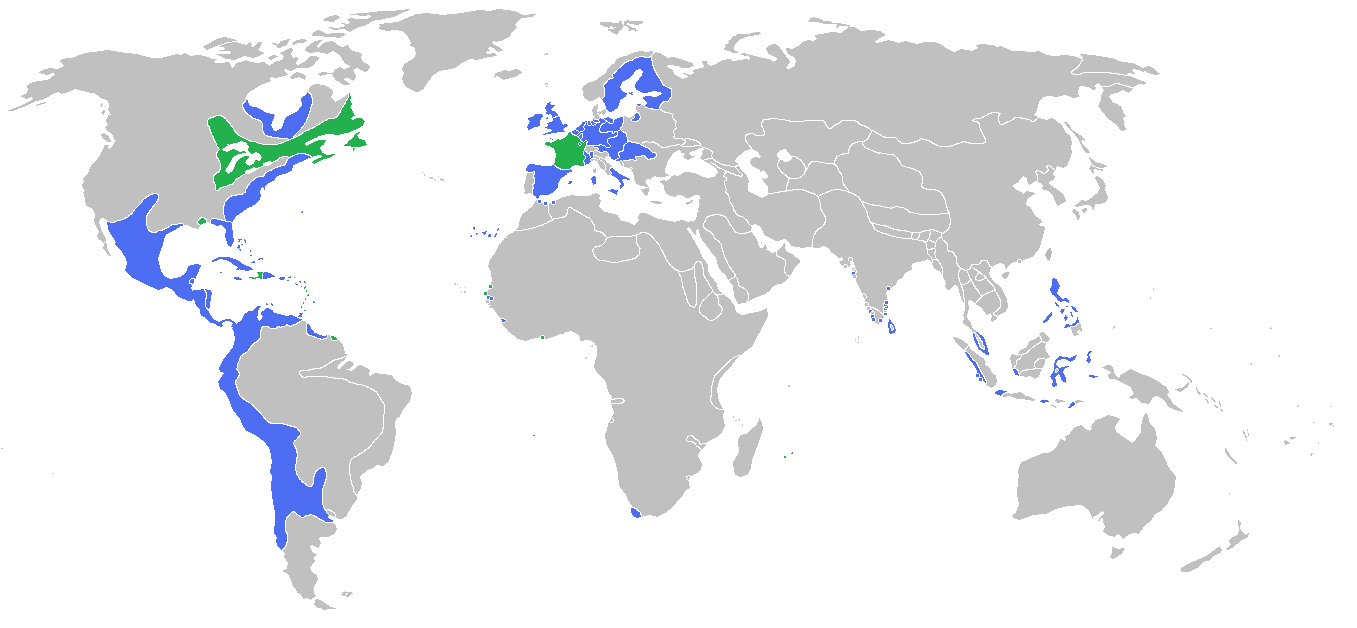
Учасники війни Аугсбурзької ліги. Синім кольором показано членів Аугсбурзької ліги, зеленим — Франція

У вересні 1688 року Людовік XIV наважився ввести свої війська у Пфальц, що послугувало приводом для початку війни. Бойові дії охопили області Німеччини, Іспанії та Нідерландів. Франція організувала експедицію до Ірландії для підтримки антианглійського повстання 1688—1691 років. Бойові дії на морі доходили до берегів Америки. На суші французька армія здобула низку великих перемог: під Флерюсом 1 липня 1690 року, поблизу Стенкеркена 3 серпня 1692 року, поблизу Нервіндена 29 липня 1693 року. Однак об'єднаний англо-голландський флот завдав поразки французьким морякам поблизу мису Аг (Ла-Хог) 29 травня 1692 року.
На території Північної Америки воєнні дії тривали у 1689—1697 роках між Англією, де на той час правив король Вільгельм III Оранський, і Францією. В англомовній літературі американська частина Війни за пфальцьку спадщину отримала назву Війни короля Вільгельма (на честь чинного на той час короля Вільгельма III Оранського). У бойові дії було втягнуто французьких поселенців Канади і британських колоністів Нової Англії, а також їхніх індіанських союзників. Індіанці, в цілому, підтримували французів. Війна складалась із кровопролитних та мало результативних рейдів французьких та англійських колоністів, що боролись головним чином за контроль над торгівлею хутром з індіанцями та районами риболовлі навколо Акадії (нині Нова Шотландія) і Ньюфаундленду. Англійці захопили Порт-Ройял в Акадії, але їм не вдалось узяти Квебек. Французи під командуванням графа де Фронтенака успішно діяли у битві під Скенектаді поблизу Нью-Йорка, проте не змогли заволодіти Бостоном.

## Підсумок

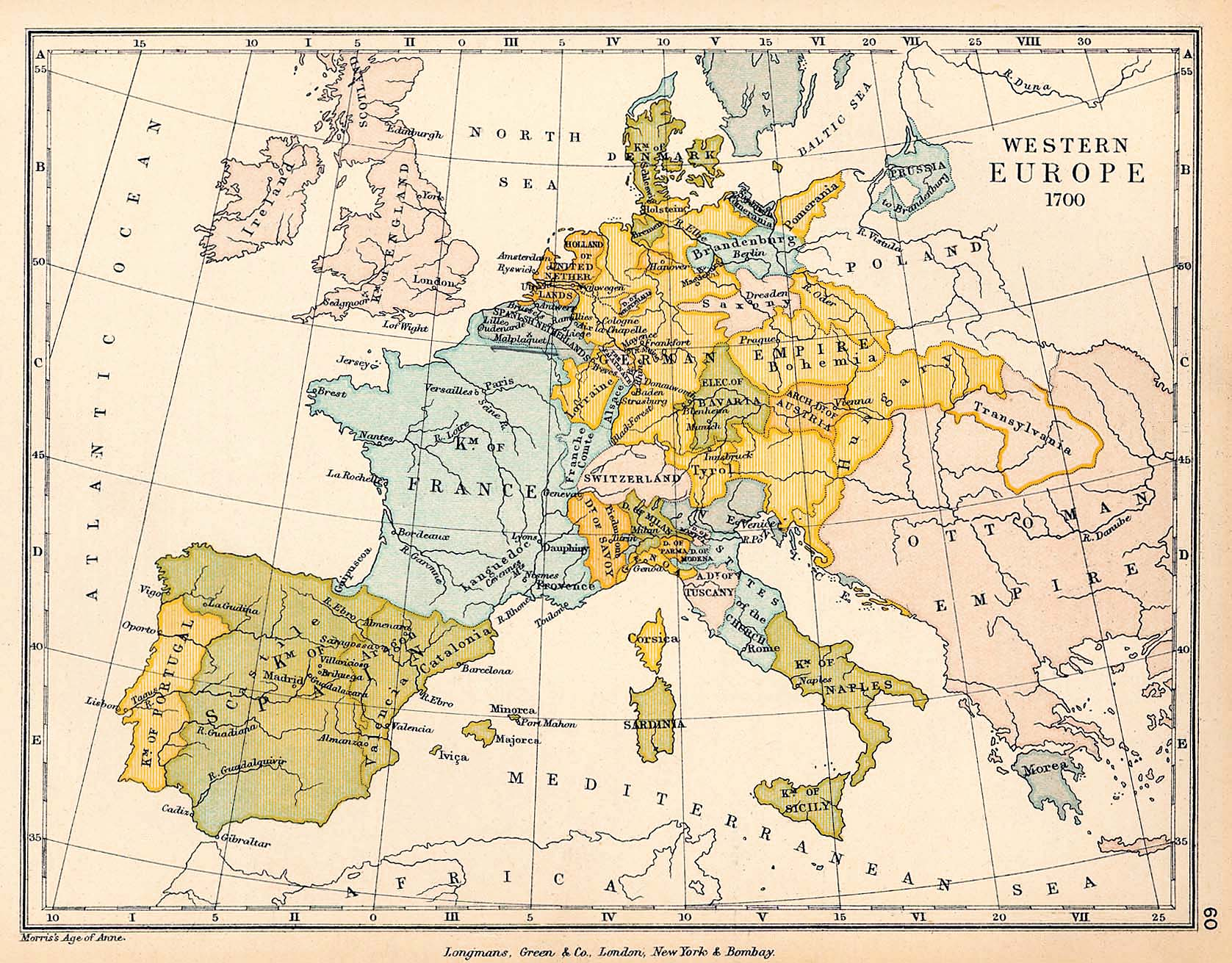
Мапа Європи за Рейсвейкською мирною угодою. Такі кордони зберігались до Війни за іспанську спадщину (1701—1714)

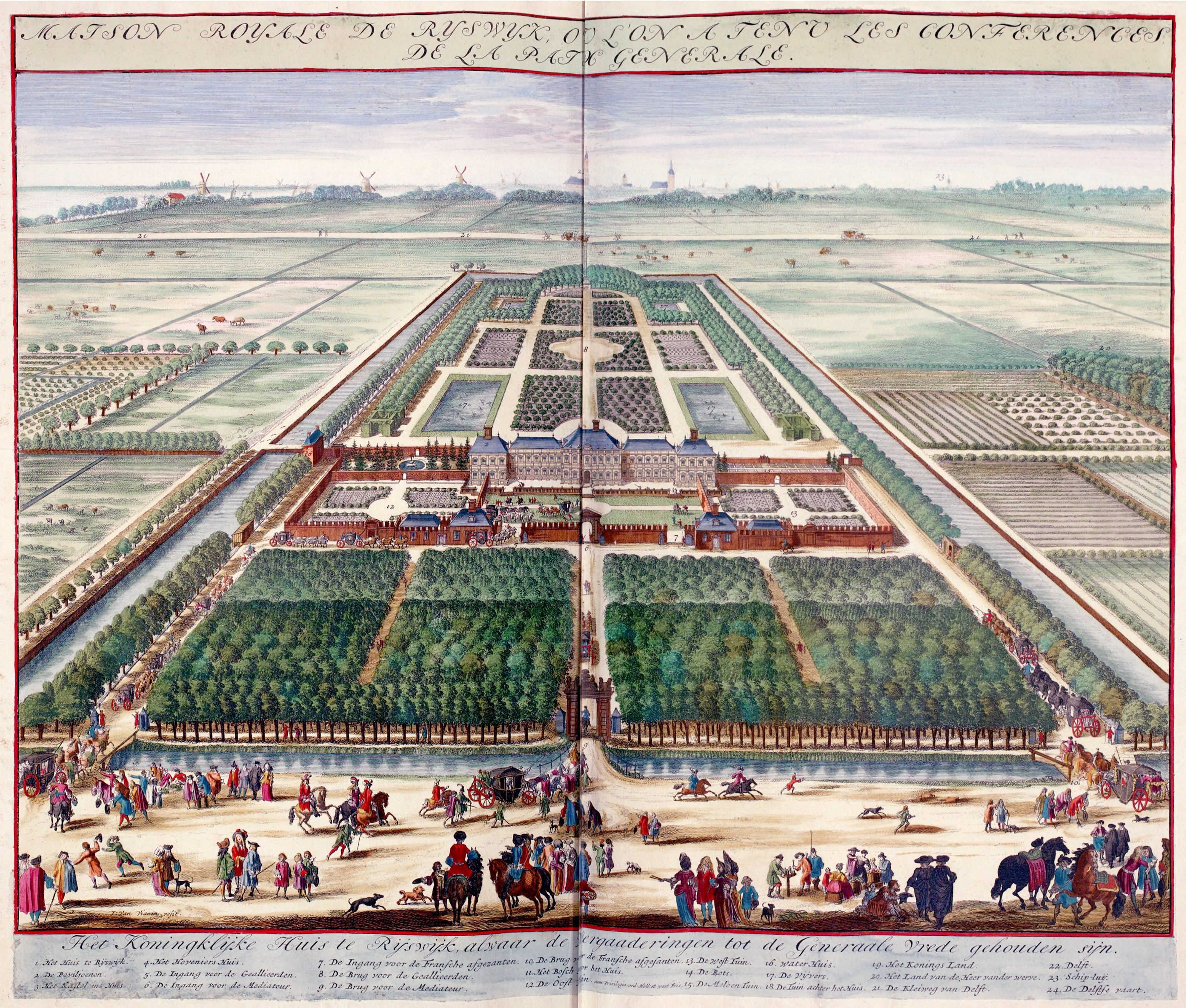
Палац у Рейсвейку

Війна завершилась Рейсвейкською мирною угодою (вересень 1697), за якою Франція була змушена відмовитись від більшої частини територій, захоплених нею у країнах Західної Європи.